# Tina Brown
Pour les articles homonymes, voir Brown.
Tina Brown, née le 21 novembre 1953 à Maidenhead (Royaume-Uni), est une journaliste et biographe britannico-américaine. Elle est rédactrice en chef Tatler entre 1979 et 1983, de Vanity Fair entre 1984 et 1992 et du New Yorker entre 1992 et 1998.

## Biographie
Tina Brown est née en 1953 à Maidenhead en Angleterre, une ville de quelques dizaines de milliers d'habitants sur la rive de la Tamise, mais elle grandit surtout dans le village de Little Marlow, à deux kilomètres de Marlow, un lieu également sur la rive de la Tamise. Ses parents appartiennent au monde du spectacle et des médias : son père est un producteur cinématographique et sa mère une publiciste. Enfant turbulente, renvoyée de plusieurs établissements, elle rentre toutefois à seize ans à l'université d'Oxford, en littérature anglaise, réussit à faire publier quelques articles pendants ses études dans l'hebdomadaire New Statesman et sort de l'université en 1974, à 20 ans.
Elle commence à travailler pour le magazine Punch puis pour le The Sunday Times. Elle quitte ce dernier pour le Sunday Telegraph.
En 1979, Tina Brown est nommée rédactrice en chef de Tatler, un mensuel britannique qui se consacre aux personnalités, à la haute société britannique et à la famille royale. Elle aurait inversé la tendance des ventes, qui étaient orientées à la baisse, en modifiant le ton et en étant moins dans la révérence et davantage dans les détails salaces. Elle garde la réputation d'avoir rajeuni et redynamisé ce périodique : d'après Sylvie Kauffmann décrivant son parcours dans un article du Monde en 1998, elle aurait multiplié le tirage du Tatler par quatre. En 1981, elle épouse Harold Evans (en), qui avait été et était encore à l'époque, rédacteur en chef de son ancien journal, The Sunday Times.
En 1984, avec son époux, ils quittent leur emploi en Grande-Bretagne pour s'installer aux États-Unis, toujours dans la presse, mais pour des médias différents. Tina Brown devient rédactrice en chef d'un magazine vénérable, le Vanity Fair, appartenant au même groupe d'édition que le Tatler, Condé Nast. Sa  mission, là encore, est de le rajeunir et de redynamiser les ventes. Elle y rencontre le même succès, s'appuyant sur des collaborations nouvelles, comme la photographe Annie Leibovitz (dont un des clichés fait la couverture de ce mensuel en août 1991, et montre Demi Moore nue et enceinte, une couverture qui fait sensation et est ensuite plusieurs fois parodiée),,. 
En 1992, elle obtient de devenir la rédactrice en chef d'un autre magazine connu du même groupe Condé Nast, The New Yorker, une arrivée qui provoque quelques grincements de dents. « Le New Yorker sentait un peu la naphtaline, se faisait presque une fierté, à l'époque, d'être ennuyeux, et certaines de ses grandes plumes furent si choquées par l'arrivée de cette reine du journalisme mondain qu'elles partirent en claquant la porte », explique, toujours en 1998, Sylvie Kauffmann. « J'ai toujours cru dans les fautes de goût », répond Tina Brown avec impertinance aux critiques sur son parcours professionnel. 1998 est l'année où elle quitte ce périodique, en ayant réussi à le revitaliser. Mais The New Yorker, qui a fait appel sous sa houlette à de nouveaux photographes, qui a réalisé des numéros spéciaux et n'a pas hésité à surprendre davantage dès la couverture, tout en gardant une certaine élégance et un humour décalé, a rajeuni son image. Le mensuel est pourtant resté déficitaire.
Elle lance ensuite, en 1999, un magazine, Talk (en), qui doit toutefois arrêter sa diffusion et fermer trois ans plus tard, en 2002. En octobre 2008, elle crée ensuite un site web, The Daily Beast dont elle est la rédactrice en chef. En novembre 2010, ce site fusionne avec Newsweek, et elle devient rédactrice en chef à la fois du site et de l'hebdomadaire sur papier. « Je vois Newsweek et The Beast comme un mariage entre la profondeur journalistique de Newsweek et la vitalité versatile que The Daily Beast a installée sur le Web », explique-t-elle. En octobre 2012, confronté à la montée constante du web face à la presse sur papier, Newsweek annonce l'arrêt de la diffusion sur papier et le passage au tout-numérique (cet hebdomadaire reviendra au papier en 2014). En septembre 2013, Tina Brown quitte son poste de rédactrice en chef. Quatre ans plus tard, elle écrit ses mémoires dans le livre The Vanity Fair Diaries (en). Elle publie en 2022 The Palace Papers : Inside the House of Windsor, une enquête sur la famille royale britannique,.